# 웅산초등학교
웅산초등학교는 대한민국 충청남도 예산군에 있는 초등학교다.

## 학교 연혁
- 1949년 9월 30일 웅산국민학교 개교(7학급)
- 1981년 3월 1일 웅산국민학교 병설유치원 인가
- 1999년 9월 1일 광시, 장신초등학교 통폐합
- 2003년 7월 5일 주 5일 수업제 도지정 연구학교 운영보고회
- 2004년 12월 30일 교육과정 운영 우수학교 표창 수상(교육감)
- 2010년 12월 2일 군지정 학력증진 시범학교 운영보고회
- 2010년 12월 14일 학부모교육도우미제 운영 우수교 교육감 표창
- 2010년 12월 17일 학력신장 최우수교 선정
- 2011년 11월 24일 교육과정 평가 우수교 선정
- 2014년 2월 14일 제64회 졸업(5,391명 배출)
- 2014년 3월 1일 교육부요청 인성교육 시범학교 지정
- 2014년 3월 1일 7학급 인가(유치원 2학급, 특수 2명)